# Carmen Boustani
Carmen Boustani est une universitaire et écrivaine franco-libanaise d’expression française. Professeure des universités, romancière et essayiste, féministe, elle a reçu la Médaille d’honneur des écrivains de langue française en 2001, les Palmes académiques, en 2006,  et la Médaille d’or et le prix d’excellence du CNRS, à l’occasion de son jubilé d’or, en juin 2012.

## Biographie
Née à Zahlé, Carmen Boustani fit ses études secondaires chez les Saints-cœurs à Zahlé, ses études supérieures à l’Université libanaise à Beyrouth. Elle a obtenu un Doctorat ès lettres à l’université Lumière Lyon 2 en 1990 et un diplôme de DEA en sémiolinguistique de la Sorbonne-Nouvelle, Paris III en 1993. Elle est chercheuse associée au labo Dynalang, membre du comité de lecture de la revue Simêon (de 2000 à 2009) et directrice de la Revue des lettres et de traduction (université Saint-Esprit, Kaslik, Liban. 
Carmen Boustani est notamment la spécialiste de l’écrivaine libanaise Andrée Chedid, à laquelle elle a consacré un volume. On peut aussi se reporter à la série d'articles de Gabriel Richalot, parus dans Le Monde à partir du 9 août 2021.

## Romans
Elle se veut une femme libre et engagée. Elle a placé la condition de la femme et l’intérêt pour le langage au centre de son œuvre. 
Ses romans ont pour contexte historique la guerre au Moyen-Orient, notamment au Liban. Pour elle, les femmes, porteuses de la pulsion de vie, représentent la mémoire ; elles ramènent de l’humain dans l’inhumain des guerres qui s’échelonnent sur deux générations.  Elles luttent pour faire triompher une culture d’entente sur la culture de la discorde. Il en résulte une parole de femme qui naît de « ce merveilleux malheur ». Ses héroïnes franchissent le seuil des mots, comme on franchit le seuil de la forêt, et pénètrent dans le secret du langage. Dans le pays des mots, elles pourront affirmer qu’elles sont à l’abri de la violence. Cette résilience dans les épreuves fait du jeu des mots le thème principal de ses romans. 

## Œuvres

### Livres
- L’Écriture-corps chez Colette, Fus-art 2000, L’Harmattan, 2002.
- Effets du féminin : variations narratives francophones, Paris, Karthala, 2003. Prix France/Liban 2004
- Aux frontières des deux genres, en hommage à Andrée Chedid, Paris, Karthala, 2003.
- Des femmes et de l’écriture : le bassin méditerranéen, (en collaboration avec Edmond Jouve), Paris, Karthala, 2006.
- La mutation du masculin dans la société contemporaine (dir.) livre XII, Beyrouth, Bahithat, 2007.
- Oralité et gestualité : la différence homme-femme dans le roman francophone, Paris, Karthala, 2009.
- La Guerre m’a surprise à Beyrouth, Paris, Karthala, 2010.
- Un ermite dans la grande maison, Paris, Karthala, 2013.
- Andrée Chedid, l’Écriture de l’amour, Paris, Flammarion, 2016. Prix Phénix 2017
- Préface des Poèmes d’Andrée Chedid, Mille & un poèmes, Paris, Flammarion, 2013.
- Dictionnaire des créatrices, Paris, Éditions des femmes, 2013 (directrice et rédactrice du secteur Moyen-Orient)
- May Ziadé, la passion d'écrire, des femmes Antoinette Fouque, 2024

### Articles en ligne
- May Ziadé, vie et écriture , Les cahiers du GRIF, « Liban », 1990.
- L’aventure de l’écriture dans le roman belge, The French Review, vol. 70, no 6, mai 1997, p. 813-824.
- Simone de Beauvoir et la problématique du génie, Revue des lettres et de traduction, no 6, Kaslik/Jounieh, Université de Saint-Esprit, 2000.
- L’Entre-deux dans Le Journal d’une femme de chambre, Cahiers Octave Mirbeau, no 8, 2001.
- Interpréter l’inconscient du texte, Sémio 2005 : Les aventures de l’interprétation, Actes du colloque international décembre 2005, à Paris, p. 143-153.
- Willy : le bonheur de l’imposture, in Arlette Bouloumié (dir.), L’imposture dans la littérature, Presses universitaires de Rennes, 2011.
- Dialectique du voilé / dévoilé dans l’écriture de la femme arabe, in Revue des femmes philosophes, Printemps arabes, printemps durables ? , no 2-3, mai 2013.
- Colette : des Douze dialogues de bêtes à La Chatte, in  Bestiaires, Presses universitaires de Rennes, 2014, p. 57-70.
- Beyrouth, tu ne mourras pas, L’Eventail, 18 août 2020.
- Les Rapports parentaux chez Maryse Condé, Anales de Filología Francesa, no 28,  octobre 2020.